# Đồng phân lập thể
Đồng phân lập thể là đồng phân tồn tại ở các hợp chất giống nhau về công thức phân tử, công thức cấu tạo nếu chỉ xét trong phạm vi mặt phẳng nhưng khi xét trong phạm vi không gian, cách thức phân bố các nhóm thế của các đồng phân lập thể là khác nhau. Đồng phân lập thể, hay còn gọi là đồng phân cấu hình (configurational isomer), bao gồm 2 loại: (i) Đồng phân hình học (geometric isomer hay còn gọi là cis-trans isomer), và (ii) đồng phân chứa trung tâm bất đối xứng (asymmetric center hay chirality center). Trung tâm bất đối xứng và trung tâm gây ra đồng phân hình học được gọi chung là trung tâm lập thể.

## Phân loại

### Đồng phân cis-trans
- Hai nhóm thế ở cùng một phía của liên kết đôi: cis

- Hai nhóm thế ở hai phía khác nhau của liên kết đôi: trans

- Cách phân biệt: hai đồng phân hình học có nhiều tính chất khác nhau. Đồng phân trans thường bền hơn, có nhiệt độ nóng chảy cao hơn nhưng có nhiệt độ sôi thấp hơn đồng phân cis.

#### Danh phápE–Z
Danh pháp cis – trans không được sử dụng cho các alken có nhiều hơn hai nhóm thế khác nhau, điều này được khắc phục bằng cách sử dụng danh pháp E–Z để mô tả cấu hình tuyệt đối của phân tử. Đây là một phần mở rộng của danh pháp cis–trans (chỉ mô tả cấu hình lập thể tương đối) được sử dụng để mô tả các liên kết đôi có hai, ba hoặc bốn nhóm thế khác nhau.
Chọn cho mỗi nguyên tử C một nguyên tử hay nhóm nguyên tử tương đối hơn cấp, dựa theo sự cao hơn về số thứ tự của số hiệu nguyên tử của các nguyên tố. Sau đó xem xét vị trí không gian của hai nhóm thế hơn cấp ở hai nguyên tử C.

Nếu hai nhóm thế ở cùng phía: Z

Nếu hai nhóm thế ở khác phía: E

### Quy tắc Cahn–Ingold–Prelog
I> Br> Cl> SO3H > F > OCOR > OR > OH > NO2 > NR2 > NHR > CCl3